# Зигберт Тараш
Зигберт Тараш (на немски: Siegbert Tarrasch) е един от най-силните шахматисти и влиятелни треньори в края на XIX и началото на XX век. Той е един от първите петима гросмайстори в света: Ласкер, Капабланка, Алехин, Тараш и Маршал (1914 г., Санкт Петербург).
Тараш е роден в Бреслау (Вроцлав), Пруска Силезия. Завършвайки училище през 1880 г., напуска Бреслау, за да учи медицина в Хале. След това прекарва голяма част от живота си със семейството си в Нюрнберг, Бавария, а по-късно живее в Мюнхен. Има пет деца. Тараш е евреин и германски патриот, който губи сина си по време на Първата световна война, и живее до ранните стадии на нацизма.
Тараш е уважаван автор на шахматни книги. Написва във въведението на книгата си „The Game of Chess“, често повтаряната мисъл „Шахматът е като любовта и музиката, имайки силата да прави хората щастливи“.

## Шахматна кариера
Доктор по професия, Тараш може би е най-добрият шахматист в света през ранната 1890 г. Записва положителен резултат срещу Вилхелм Щайниц в турнирите, (+3–0=1), но се отказва от възможността да го предизвика за световната титла през 1892 г., заради своята медицинска практика. Скоро след това, Тараш постига реми в тежък мач срещу претендента на Щайниц – Михаил Чигорин, (+9–9=4). Тараш също печели четири силни турнири: Бреслау (1889), Манчестър (1890), Дрезден (1892) и Лайпциг (1894).
След като Емануел Ласкер става световен шампион през 1894, Тараш не играе срещу него. Фред Райнфелд пише: „Тараш беше предопределен да играе второстепенна роля до края на живота си“. Двамата шахматисти се обичат като кучето и котката. Историята стига дотам, че когато са представени на откриването на техния шампионатен мач през 1908 г., Тараш удря токовете си, студено се покланя и казва: „Към Вас, Д-р Ласкер, имам само три думи, шах и мат“ - после напуска стаята. Когато накрая Ласкер се съгласява за мач за титлата през 1908 г., побеждава Тараш убедително с +8–1=5. Тараш остава силен играч, разгромявайки Франк Маршал в мач през 1905 (+8–1=8), и побеждавайки в Остенде (1907) пред Карл Шлехтер, Яновски, Маршал, Амос Бърн и Чигорин.
Тараш завършва четвърти в силния турнир в Санкт Петербург през 1914 г., зад световния шампион Ласкер и бъдещите световни шампиони Хосе Раул Капабланка и Александър Алехин, и пред Маршал, Осип Бернщайн, Акиба Рубинщайн, Арон Нимцович, Блекбърн, Яновски и Исидор Гунсберг. Руският император Николай II учредява титлата „гросмайстор“ и награждава с нея първите петима шахматисти в турнира. Победата на Тараш срещу Капабланка в 19-ия кръг, по-малко известна от тази на Ласкер срещу кубинеца в предходния кръг, е в основата Ласкер да победи в турнира. Този турнир вероятно е лебедовата песен на Тараш, защото шахматната му кариера не е много успешна след състезанието.